# Lijst van nummer 1-hits in de Nederlandse Single Top 100 in 1975
Deze hits stonden in 1975 op nummer 1 in de Nationale Hitparade, de voorloper van de huidige Nederlandse Single Top 100.
| Nummer | Datum        | Artiest                     | Titel                                          |
| ------ | ------------ | --------------------------- | ---------------------------------------------- |
| 93     | 4 januari    | Mud                         | Lonely This Christmas                          |
| 94     | 11 januari   | Billy Swan                  | I Can Help                                     |
|        | 18 januari   | Billy Swan                  | I Can Help                                     |
|        | 25 januari   | Billy Swan                  | I Can Help                                     |
| 95     | 1 februari   | Hydra                       | Marietje (want in het bos daar zijn de jagers) |
|        | 8 februari   | Hydra                       | Marietje (want in het bos daar zijn de jagers) |
|        | 15 februari  | Hydra                       | Marietje (want in het bos daar zijn de jagers) |
| 96     | 22 februari  | Joey Dyser                  | 100 Years                                      |
|        | 1 maart      | Joey Dyser                  | 100 Years                                      |
|        | 8 maart      | Joey Dyser                  | 100 Years                                      |
| 97     | 15 maart     | Status Quo                  | Down Down                                      |
| 98     | 22 maart     | Shirley & Company           | Shame, Shame, Shame                            |
| 99     | 29 maart     | Johnny & Orquesta Rodrigues | Hey mal yo                                     |
|        | 5 april      | Johnny & Orquesta Rodrigues | Hey mal yo                                     |
|        | 12 april     | Johnny & Orquesta Rodrigues | Hey mal yo                                     |
| 100    | 19 april     | George Baker Selection      | Paloma Blanca                                  |
|        | 26 april     | George Baker Selection      | Paloma Blanca                                  |
|        | 3 mei        | George Baker Selection      | Paloma Blanca                                  |
|        | 10 mei       | George Baker Selection      | Paloma Blanca                                  |
| 101    | 17 mei       | Roger Glover and Guests     | Love Is All                                    |
|        | 24 mei       | Roger Glover and Guests     | Love Is All                                    |
| 102    | 31 mei       | Jim Gilstrap                | Swing Your Daddy                               |
| 103    | 7 juni       | Moments & Whatnauts         | Girls                                          |
|        | 14 juni      | Moments & Whatnauts         | Girls                                          |
|        | 21 juni      | Moments & Whatnauts         | Girls                                          |
| 104    | 28 juni      | Barry & Eileen              | If You Go                                      |
|        | 5 juli       | Barry & Eileen              | If You Go                                      |
|        | 12 juli      | Barry & Eileen              | If You Go                                      |
| 105    | 19 juli      | Tammy Wynette               | Stand By Your Man                              |
|        | 26 juli      | Tammy Wynette               | Stand by Your Man                              |
| 106    | 2 augustus   | Kamahl                      | The Elephant Song                              |
|        | 9 augustus   | Kamahl                      | The Elephant Song                              |
|        | 16 augustus  | Kamahl                      | The Elephant Song                              |
|        | 23 augustus  | Kamahl                      | The Elephant Song                              |
|        | 30 augustus  | Kamahl                      | The Elephant Song                              |
| 107    | 6 september  | Tumbleweeds                 | Somewhere Between                              |
| 108    | 13 september | Rod Stewart                 | Sailing                                        |
|        | 20 september | Rod Stewart                 | Sailing                                        |
|        | 27 september | Rod Stewart                 | Sailing                                        |
| 109    | 4 oktober    | Alexander Curly             | Guus                                           |
|        | 11 oktober   | Alexander Curly             | Guus                                           |
|        | 18 oktober   | Alexander Curly             | Guus                                           |
| 110    | 25 oktober   | Mud                         | L'L'Lucy                                       |
|        | 1 november   | Mud                         | L'L'Lucy                                       |
| 111    | 8 november   | George Baker Selection      | Morning Sky                                    |
| 112    | 15 november  | KC & the Sunshine Band      | That's the Way (I Like It)                     |
|        | 22 november  | KC & the Sunshine Band      | That's the Way (I Like It)                     |
|        | 29 november  | KC & the Sunshine Band      | That's the Way (I Like It)                     |
|        | 6 december   | KC & the Sunshine Band      | That's the Way (I Like It)                     |
| 113    | 13 december  | Pussycat                    | Mississippi                                    |
|        | 20 december  | Pussycat                    | Mississippi                                    |
|        | 27 december  | Pussycat                    | Mississippi                                    |